# Koen Smet
Koen Smet (ur. 9 sierpnia 1992 w Amsterdamie) – holenderski lekkoatleta specjalizujący się w biegach płotkarskich.
W 2011 nie pojawił się na starcie finałowego biegu na 110 metrów przez płotki podczas mistrzostw Europy juniorów w Tallinnie. Dwa lata później zdobył srebrny medal mistrzostw Europy do lat 23 w Tampere.
Złoty medalista mistrzostw Holandii.
Rekordy życiowe: bieg na 60 metrów przez płotki (hala) – 7,65 (3 lutego 2018, Mägglingen); bieg na 110 metrów przez płotki – 13,53 (26 maja 2018, Oordegem) / 13,52w (21 lipca 2013, Amsterdam).

## Osiągnięcia
| Rok  | Impreza                                 | Miejsce    | Konkurencja                | Lokata     | Wynik |
| ---- | --------------------------------------- | ---------- | -------------------------- | ---------- | ----- |
| 2011 | Mistrzostwa Europy juniorów             | Tallinn    | bieg na 110 m przez płotki | –          | DNS   |
| 2013 | Halowe mistrzostwa Europy               | Göteborg   | bieg na 60 m przez płotki  | eliminacje | 7,86  |
| 2013 | Młodzieżowe mistrzostwa Europy          | Tampere    | bieg na 110 m przez płotki | 2. miejsce | 13,58 |
| 2014 | Halowe mistrzostwa świata               | Sopot      | bieg na 60 m przez płotki  | eliminacje | 7,80  |
| 2014 | Superliga drużynowych mistrzostw Europy | Brunszwik  | bieg na 110 m przez płotki | 5. miejsce | 13,78 |
| 2017 | Superliga drużynowych mistrzostw Europy | Lille      | bieg na 110 m przez płotki | 8. miejsce | 13,66 |
| 2018 | Halowe mistrzostwa świata               | Birmingham | bieg na 60 m przez płotki  | półfinał   | 7,69  |
| 2018 | Mistrzostwa Europy                      | Berlin     | bieg na 110 m przez płotki | półfinał   | 13,71 |
| 2022 | Mistrzostwa Europy                      | Monachium  | bieg na 110 m przez płotki | półfinał   | 14,06 |